# Ян Косьє
Ян Косьє (Jan Cossiers, Антверпен, 15 липня 1600 — Антверпен, 4 липня 1671) — фламандський художник і кресляр. Найпершими роботами Косьє були твори в жанрі караваджизм, що зображували сцени з життя. Пізніше у своїй кар'єрі він малював переважно історію та релігійні сюжети, а також портрети. Косьє був одним із провідних художників Антверпена після смерті Рубенса в 1640 році та одним із найоригінальніших колористів у Фландрії XVII століття.

## Життя
Ян Косьє був сином Антуна, художника-аквареліста, та Марії ван Кліф. Був охрещений у кафедральному соборі Антверпена 15 липня 1600 року. Він отримав першу освіту у свого батька, а потім перейшов до майстерні видатного портретиста та історичного художника Корнеліса де Воса.

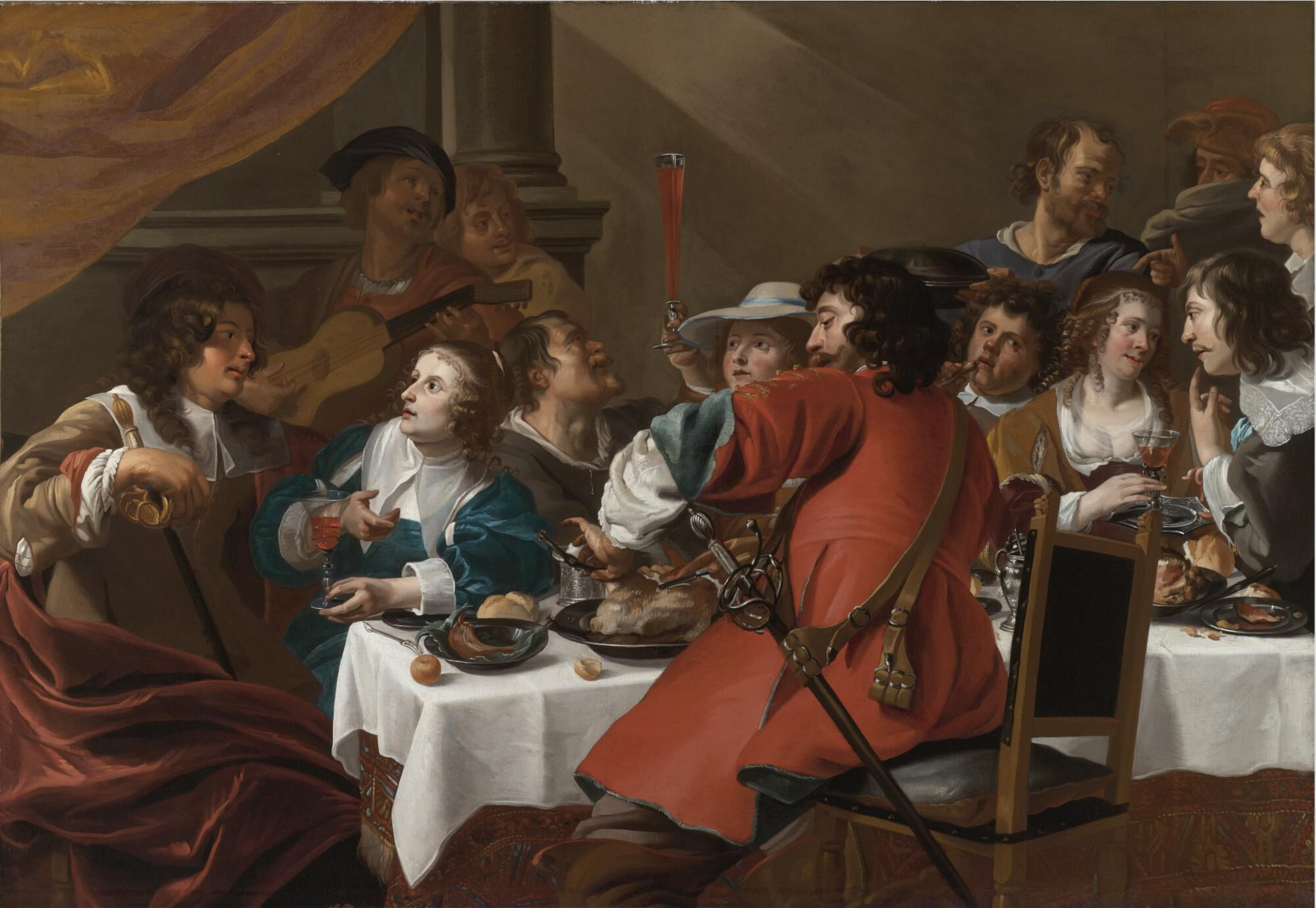
Сцена бенкету

У 1623 році він поїхав до Екс-ан-Провансу у Франції, де жив і навчався у голландського художника Абрагама де Вріса. Він відвідав Рим, де його записали в жовтні 1624 року. У Римі він, ймовірно, побачив роботу Караваджо, яка мала важливий вплив на його творчість. Він повернувся в Екс-ан-Прованс в 1626 році. Тут  познайомився з Ніколя-Клодом Фабрі де Пейреском, відомим гуманістом і близьким другом Пітера Пауля Рубенса. Пейрес рекомендував Рубенсу Косьє. Він також зустрічався з іншими фламандськими та голландськими художниками, такими як Саймон де Вос та Йохан Герлоф, як показано на груповому портреті Саймона де Воса, який називається «Збір курців і тих, хто п'є ». 

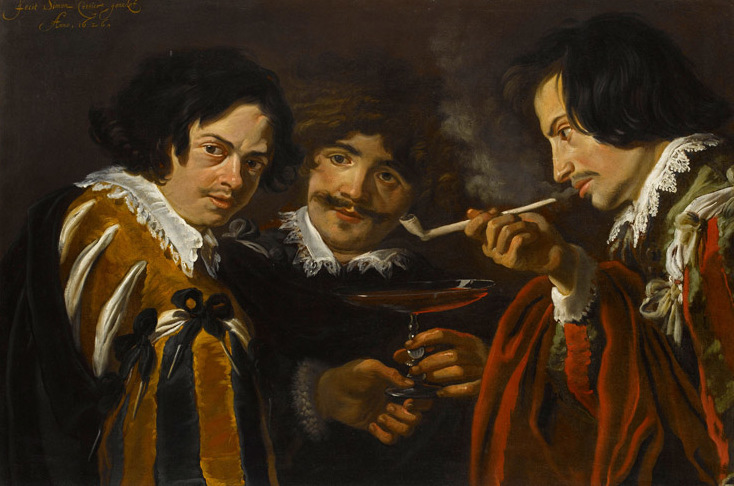
Саймон де Вос «Збір курців і тих, хто п'є»

Вважається, що на цьому портреті зображено трьох друзів-художників, які разом насолоджуються курінням і випивкою під час їхнього проживання в Екс-ан-Провансі.
Ян Косьє повернувся до Антверпена в 1627 році. Наступного року він був прийнятий майстром до Антверпенської гільдії Святого Луки. Можливо, на короткий час він був пов'язаний з майстернею Рубенса. Очевидно, Рубенс вибрав Косьє супроводжувати його до Мадрида в 1628 році, але батьки Косьє були проти цієї ідеї. У 1630 році Коссьє одружився з Джоанною Даррагон у церкві Св. Якова в Антверпені. У 1640 році він став деканом Гільдії Святого Луки . 26 липня того ж року він одружився вдруге з Марією ван дер Вілліген. Його кілька разів обирали «радником» «Sodaliteit der getrouwden», братства для одружених чоловіків, заснованого орденом єзуїтів.

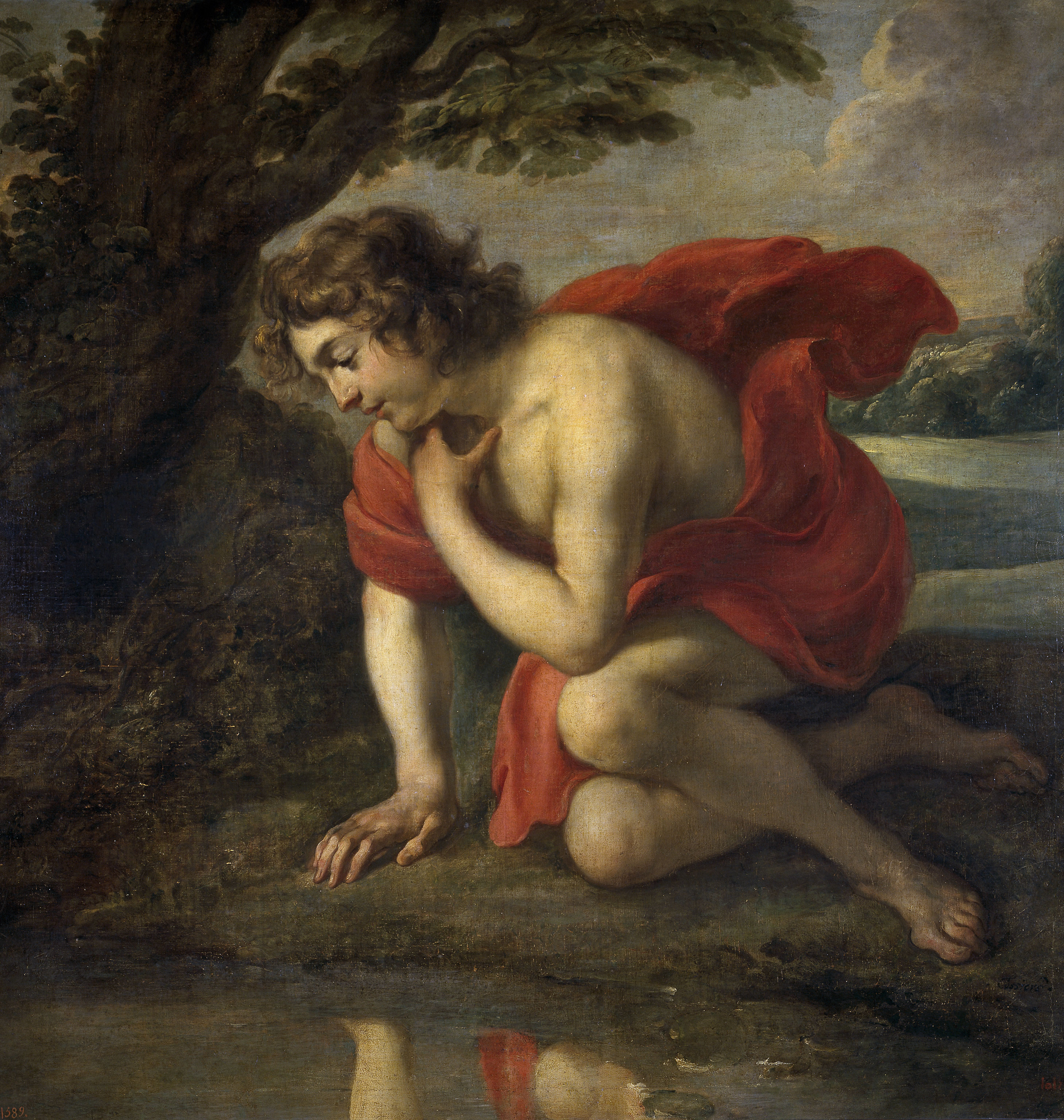
Нарцис

У 1630-х роках завдяки втручанню Рубенса Косьє зміг отримати низку великих замовлень. Він допомагав Рубенсу в 1635 році в декораціях для радісного вступу кардинала-інфанта Фердинанда. Рубенс керував цим проектом. Крім того, він допомагав Рубенсу в оформленні Торре-де-ла-Парада, мисливського будиночка короля Іспанії Філіпа IV поблизу Мадрида. Косьє малював міфологічні сцени за малюнками Рубенса. Інші художники Антверпена, такі як брати Корнеліс де Вос і Поль де Вос, також працювали над цим великим замовленням.
Косьє користувався заступництвом губернаторів Південних Нідерландів, таких як кардинал-інфант Фердинанд і ерцгерцог Леопольд Вільгельм Австрійський. Після смерті Рубенса в 1640 році його визнали одним із провідних історичних художників у Фландрії, і він отримав багато замовлень на вівтарні образи Контрреформації. Він також був портретистом для багатої буржуазії.
У нього було багато учнів, у тому числі Ян Карел ван Бремт, Гре Мелсен, Жак (Якоб) де Ланге, Жак де л'Анж, Карел ван Савойен і Франциск ван Вербіст.

## Робота
Ян Косьє був різнобічним художником, який працював у різних жанрах, таких як портрети, жанрові та історичні картини. У кар’єрі Косьє відбулася чітка еволюція, яка була схожа на кар'єру деяких його антверпенських сучасників, таких як Симон де Вос і Теодор Ромбутс.

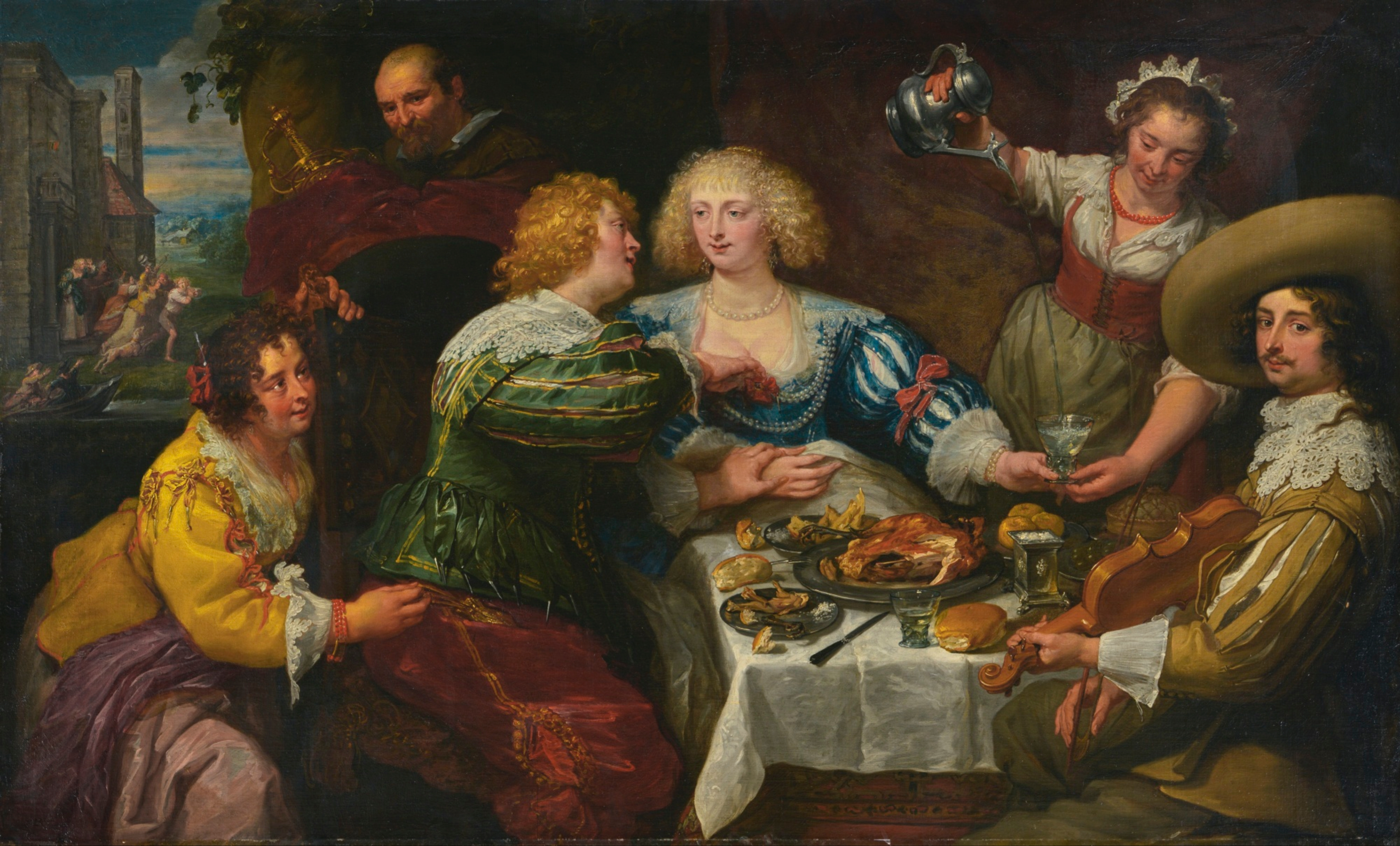
Притча про блудного сина

Косьє починав як художник жанрових сцен в стілі караваджизм. Пізніше він брав участь у виконанні релігійних і міфологічних композицій, які були частиною великих замовлень майстерні Рубенса в 1630-х роках. Після смерті Рубенса він став одним із провідних художників вівтарів у Фландрії.

### Привітні сюжети в стилі в стілі караваджизм
Ранні роботи Яна Косьє були зображеннями «низьких» тем, таких як блудний син у таверні, веселі компанії, курці, алкоголіки, гравці в карти, нарди, ворожки тощо. Деякі з цих робіт поверталися до теми п'яти почуттів, популярної у фламандському жанровому мистецтві.

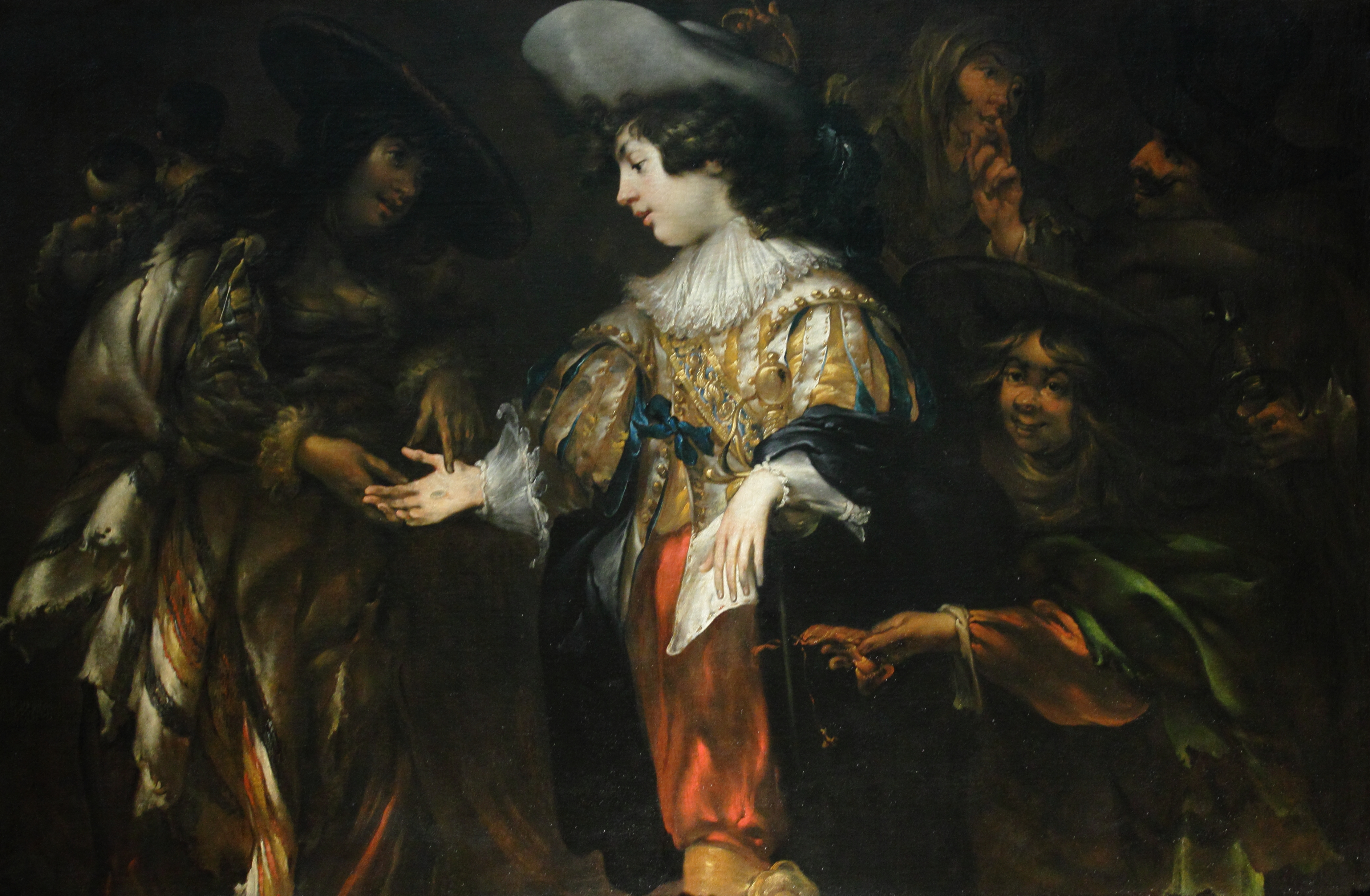
Ворожка

У цих ранніх роботах використовуються типові для  караваджизму світлотіні з драматичним використанням одного джерела світла, щоб створити драматичний ефект і глибину. Прикладом роботи, написаної в цей ранній період, є «Ворожка» (Musée des beaux-arts, Валансьєнн ). На ній зображений чоловік у вишуканому костюмі, якому ворожить циганка. Чоловік не усвідомлює, що його кишеню обдирає молодий чоловік. Світло падає на людину, створюючи драматичний ефект. Косьє створив багато версій цього сюжету.
Інша тема, яку Косьє повторював багато разів, — це тема блудного сина. Одна версія цієї теми була виставлена на аукціоні Сотбі 3 грудня 2014 року в Нью-Йорку. На ньому зображено блудного сина, який бенкетує та випиває в таверні, не підозрюючи, що його кишеню обдирають. На задньому плані показано, як сина виганяють із заїжджого двору після того, як він повністю розтратив свій спадок.

### Історичні сюжети

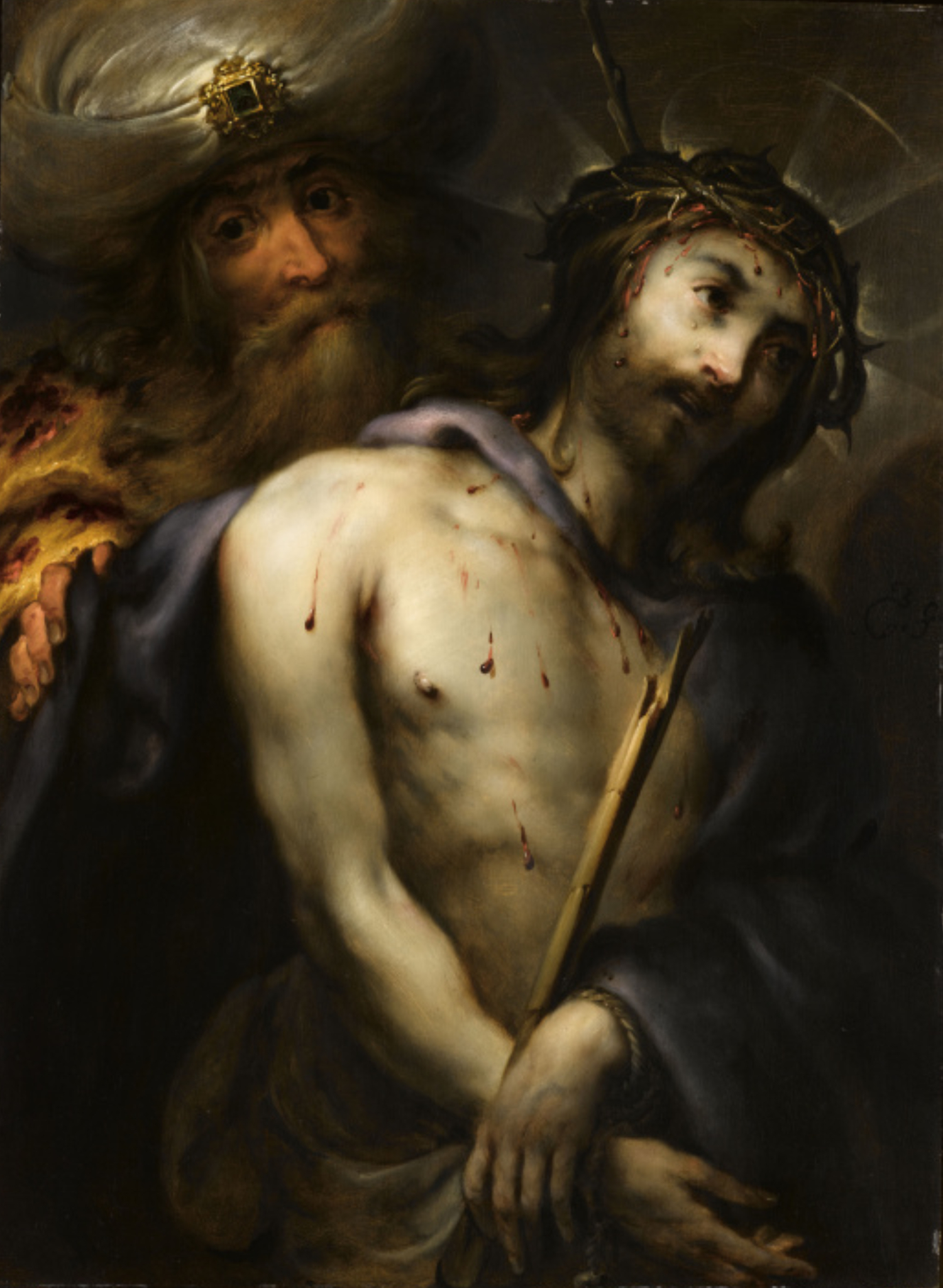
Ecce Homo

У 1630-х роках Косьє зв'язався з Рубенсом і почав малювати історичні теми. Прикладами є міфологічні сцени, які він написав за проектами Рубенса для Торре де ла Парада, такі як Прометей, що несе вогонь, Нарцис, Юпітер і Лікаон (Музей Прадо). У цей період його творчість зазнала впливу монументальності та палітри Рубенса, якому він допомагав у великих замовленнях.
Після смерті Рубенса він зміг заповнити прогалину, залишену величезною майстернею Рубенса, і постачав вівтарі Контрреформації до багатьох церков католицької Фландрії, а також до відкритого ринку.
Його роботи 1630-1640-х років були дуже барвистими, що можна пояснити впливом Рубенса. У його пізніших роботах його палітра стала більш стриманою, а мазок застосовувався більш вільно. Його композиції цього пізнього періоду підкреслюють пафос фігур через їхню перебільшену емоційність і жвавість жестів. Прикладом є Бичування Христа (Королівський музей образотворчих мистецтв Антверпена). Серед його пізніх релігійних картин також велика картина « Страсті Христові » (1655–6) у церкві Бегін у Мехелені.

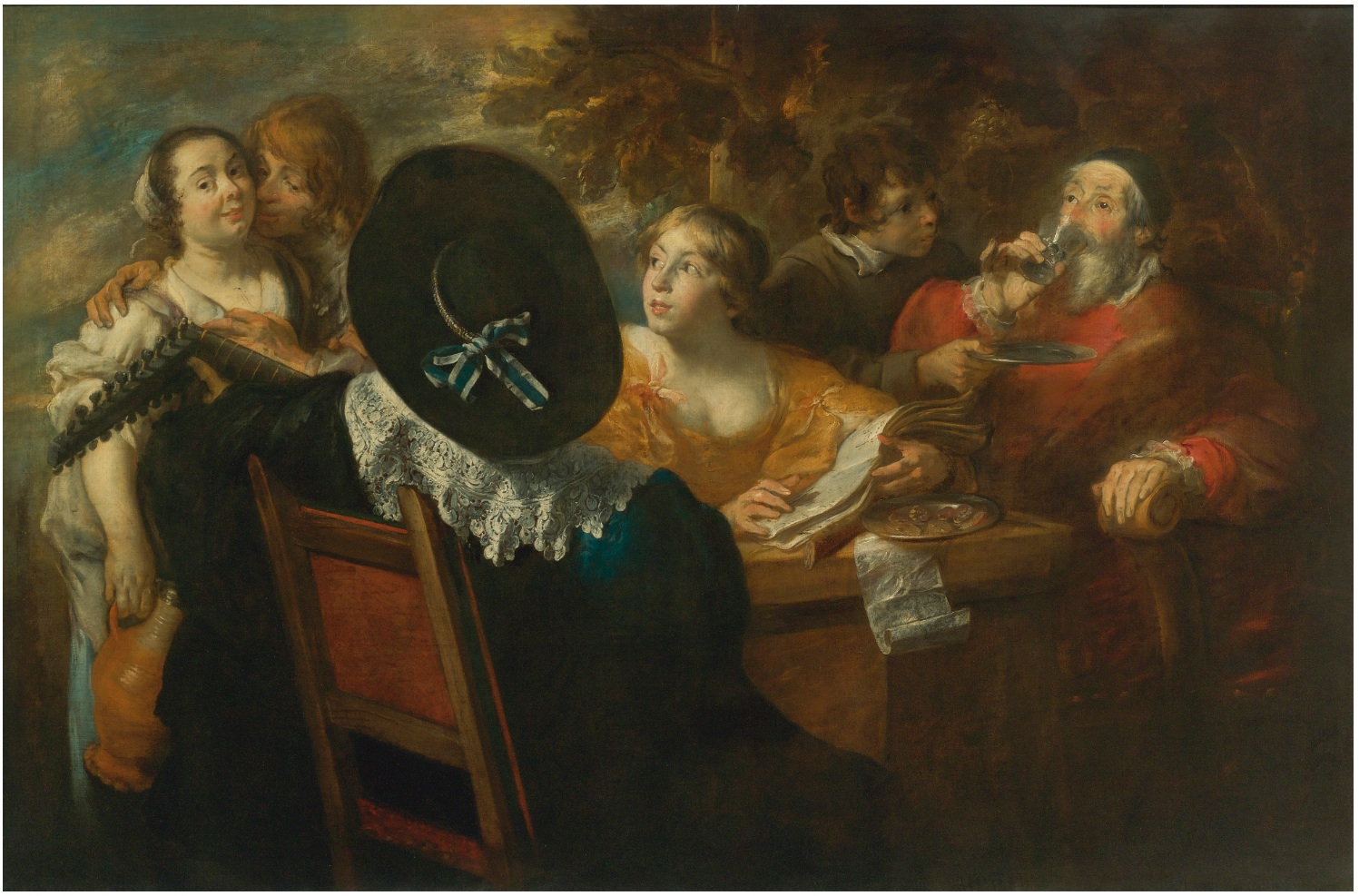
Ян Косьє «Весела компанія»

На цьому пізньому етапі своєї кар'єри Ян Косьє не повністю відмовився від низьких життєвих тем, як показано в «Веселій компанії» (проданій на аукціоні Сотбі 9 липня 2011 року, Нью-Йорк), яка має свободу мазка та приглушений колорит пізнішого періоду Коссьє.

### Портрети
Ян Косьє отримав освіту у провідних портретистів, таких як Корнеліс де Вос і Абрахам де Фріз. Таким чином, він отримав необхідні навички, щоб задовольнити попит заможної буржуазії на індивідуальні та групові портрети.

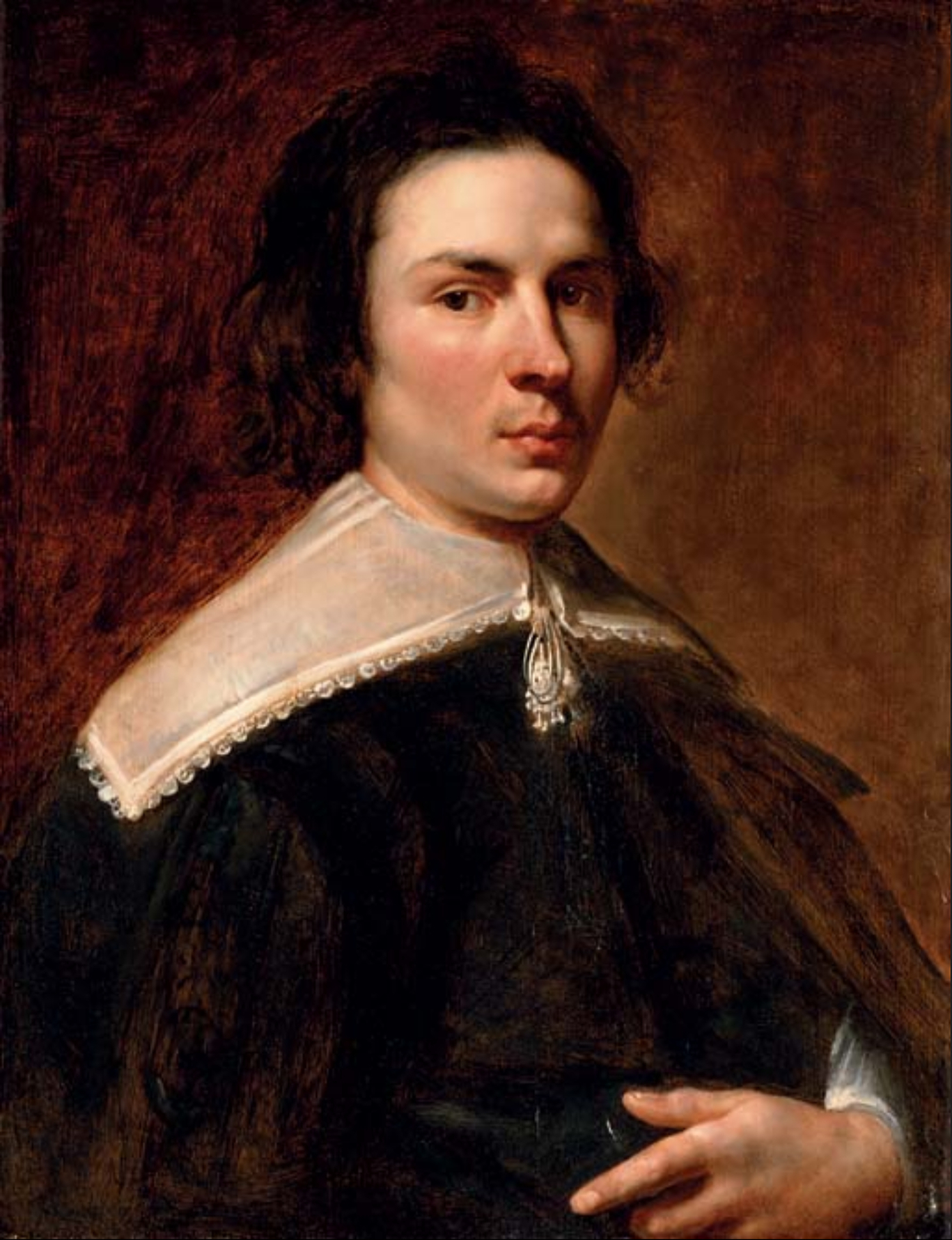
Портрет джентльмена

Його портрети відрізняються чутливою схожістю, психологічною проникливістю та невимушеною елегантністю. У «Портреті джентльмена» (проданому на аукціоні Крістіз 19 квітня 2007 року, Нью-Йорк) Ян Косьє зміг зобразити самовпевнену та гідну натуру натурника за допомогою таких деталей, як ліва рука, яка надійно лежить на його талії.
Ян Косьє перебував у колі відомого фламандського жанрового художника Адріана Брауера, який був відомий, серед інших, своїми троніями, тобто дослідженнями голови чи обличчя, які досліджують різновиди експресії. 

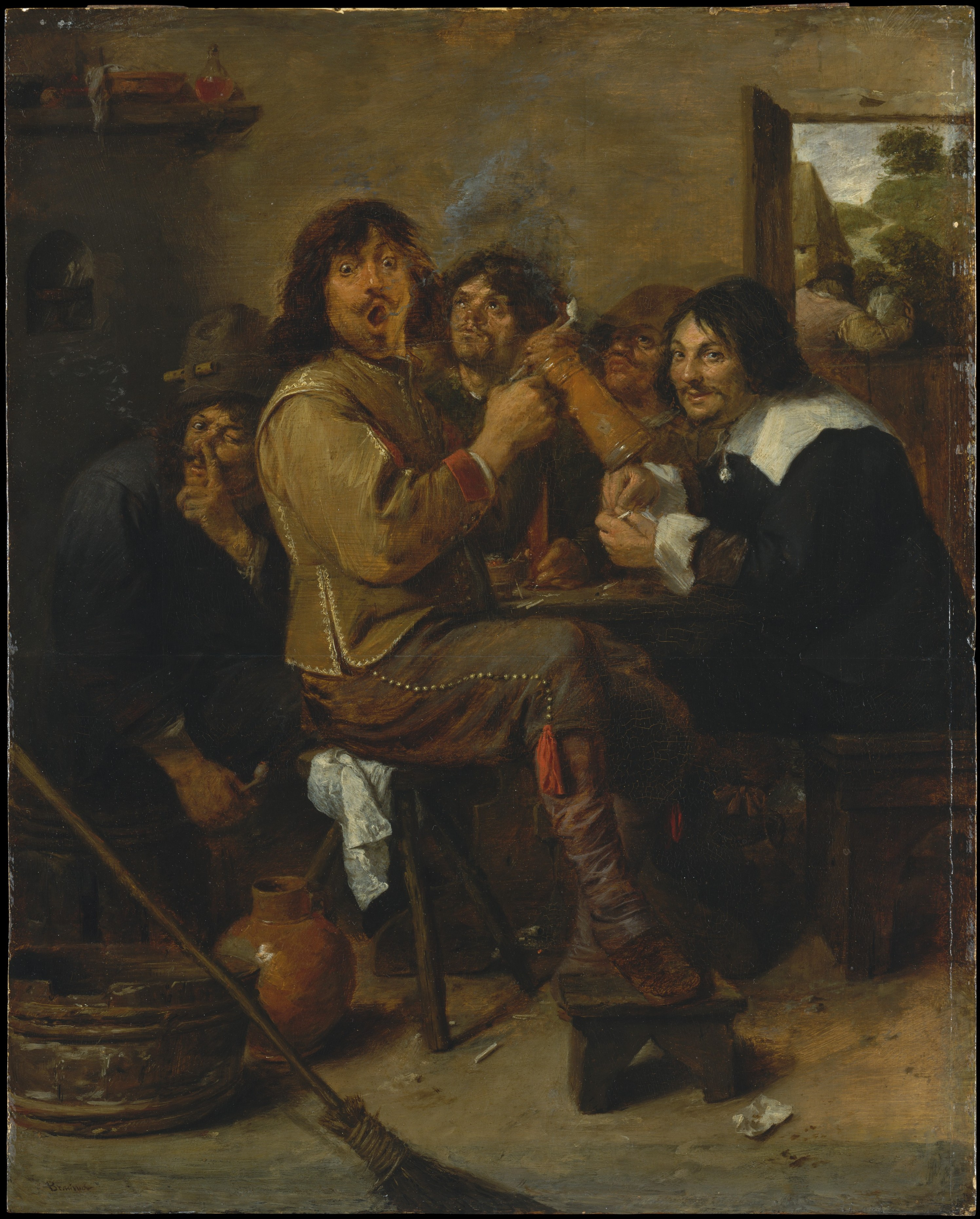
Адріан Бауер «Курці»

Брауер написав сцену таверни під назвою «Курці», яка включала портрети Яна Коссьєрса в стилі троні разом з художниками Яном Лівенсом, Йосом ван Кресбеком, Яном Давідсом. де Хім і сам Брауер (бл. 1636 р., Метрополітен-музей, Нью-Йорк). Ян Косьє — друга фігура праворуч, у нього, здається, дим у роті, ніби він відчуває смак перед тим, як видихнути. Цей тип групового портрета подвоювався як репрезентація одного з п'яти почуттів (у цьому випадку відчуття смаку).
Ян Косьє також написав кілька жанрових портретів, які представляють п'ять почуттів. Ці портрети водночас можна вважати троніями. Прикладами є портрети чоловіка, який дивиться у свою порожню кружку (продано в Хампелі (Мюнхен), і портрет джентльмена, який, як кажуть, є Адріаном Брауером (продано в Bonhams), які, ймовірно, є портретами Адріана Брауера, а також зображеннями смаку. Вважається, що картини є частиною серії про п’ять почуттів.
Як це було звичайно у світі мистецтва Антверпена того часу, Косьє співпрацював з іншими художниками-фахівцями, для яких він малював фігури. Окрашений гірляндами портрет Гюйгенса роботи Коссьєрса та Даніеля Зегерса зараз знаходиться в Мауріцхейсі. Відомо, що він співпрацював із художником-натюрмортом та анімалістом Адріаном ван Утрехтом над кухонною сценою (датована 1639 роком, приватна колекція). Косьє написав портрети ван Утрехта та його дружини Констанції на кухні серед великого натюрморту з дичиною, омарами, рибою та овочами, намальованими ван Утрехтом.

### Графічні роботи
Косьє був дуже досвідченим малювачем, про що свідчить ряд дитячих портретів, у тому числі його власний.

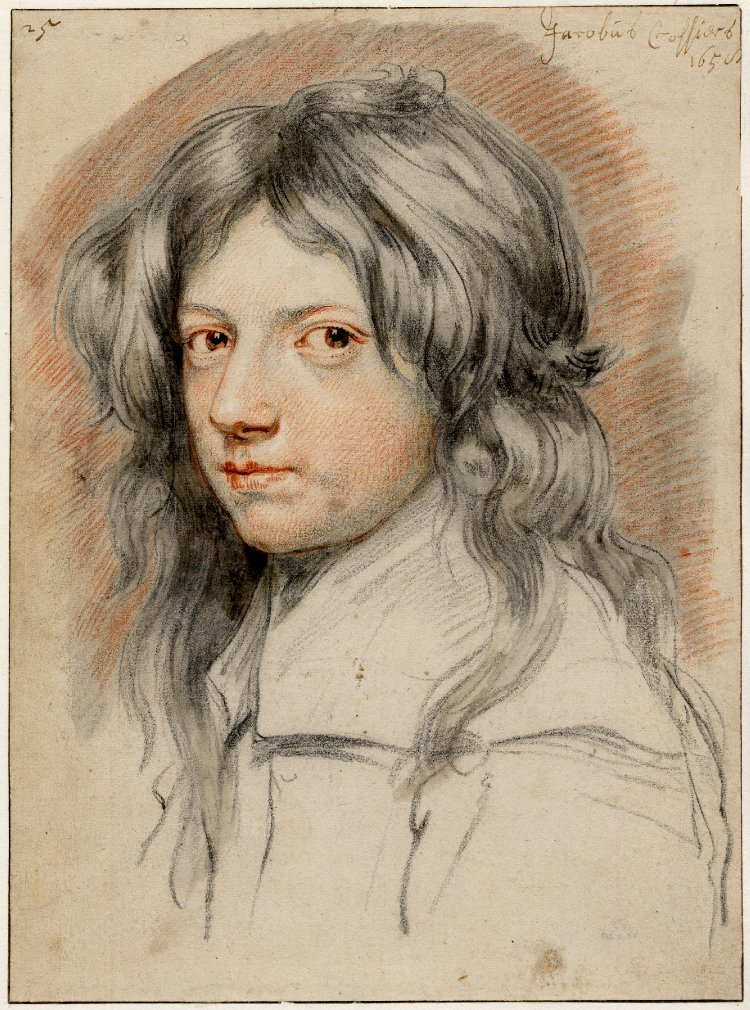
Портрет юнака, можливо, Якоба Косьє

Косьє зробив серію портретних етюдів членів своєї родини. Кожен із малюнків пронумерований у верхньому лівому куті, і на більшості з них вказано ім’я доглядача та датовано 1658 роком. Серія характеризується інтимним трактуванням і особливо живими ефектами. На збережених портретах зображені лише сини художника, а не п'ять дочок. Ці портрети виконано в дуже різноманітній та плавній манері.

## Галерея обраних творів

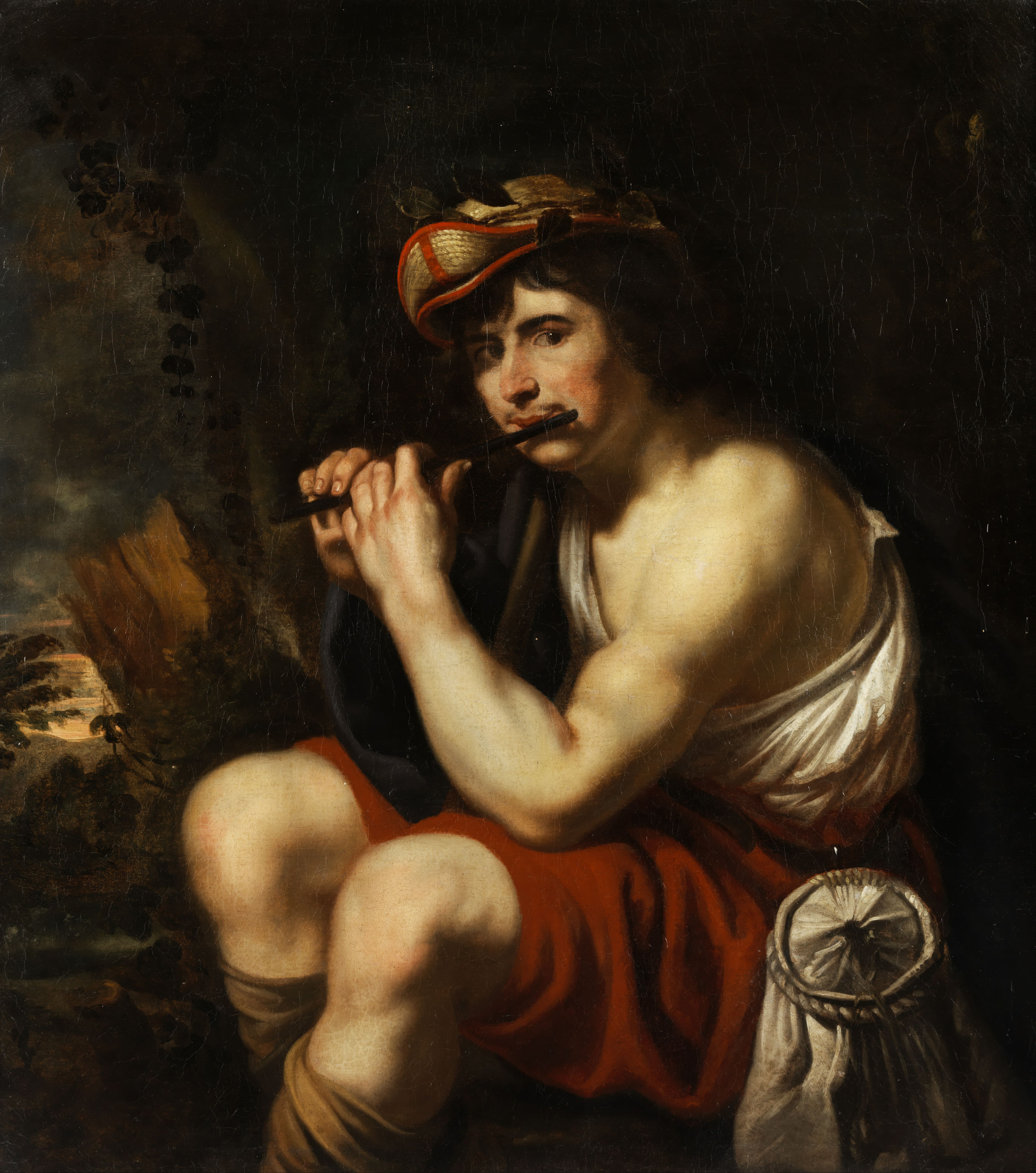
Юний музикант із траверсною флейтою
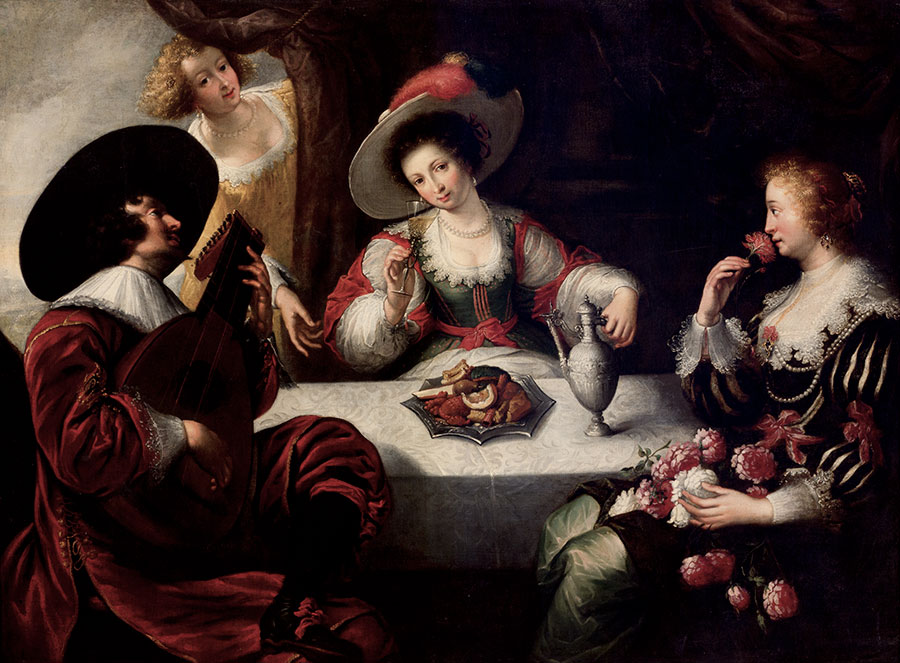
П'ять почуттів, 1630–40
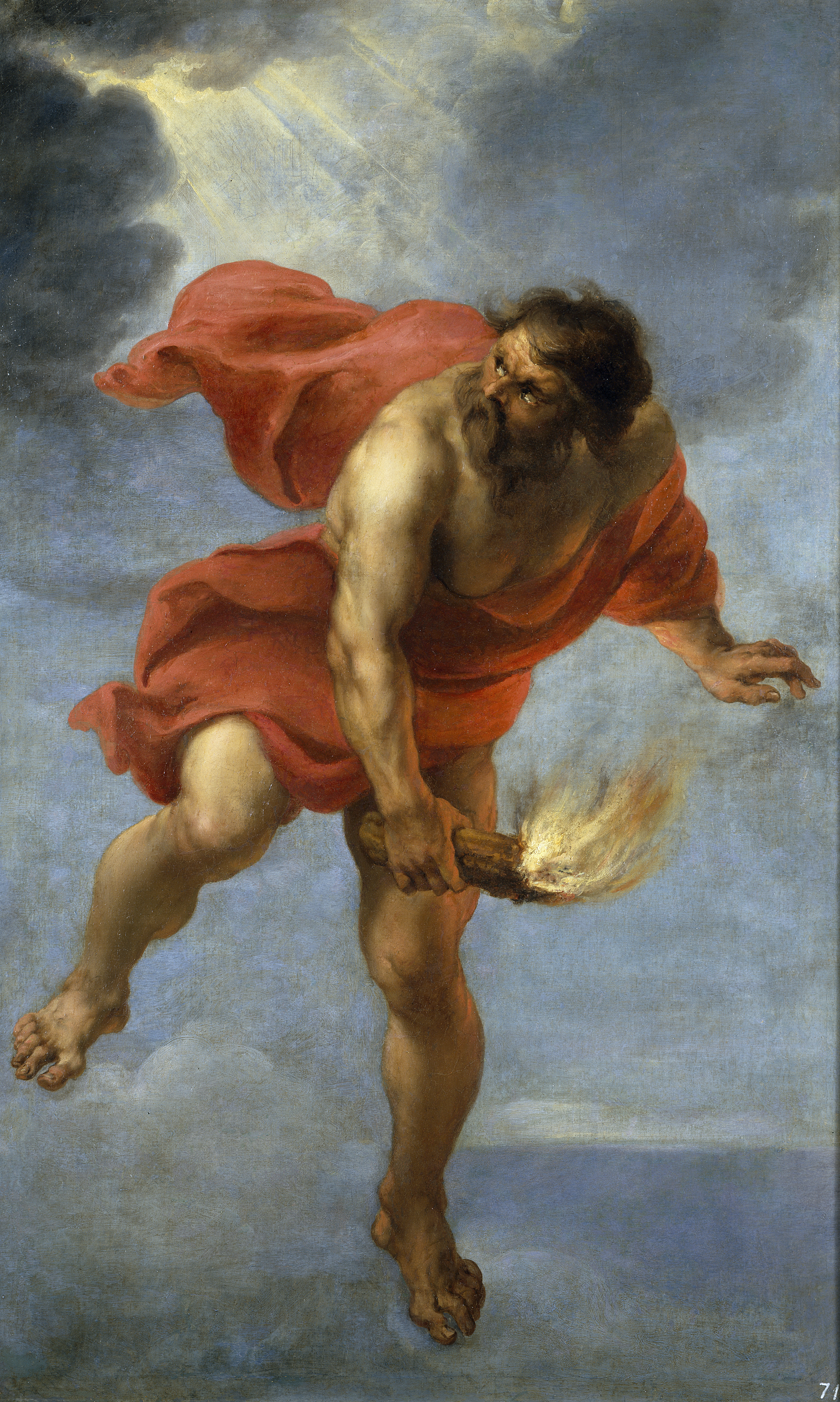
Прометей, що приносить вогонь
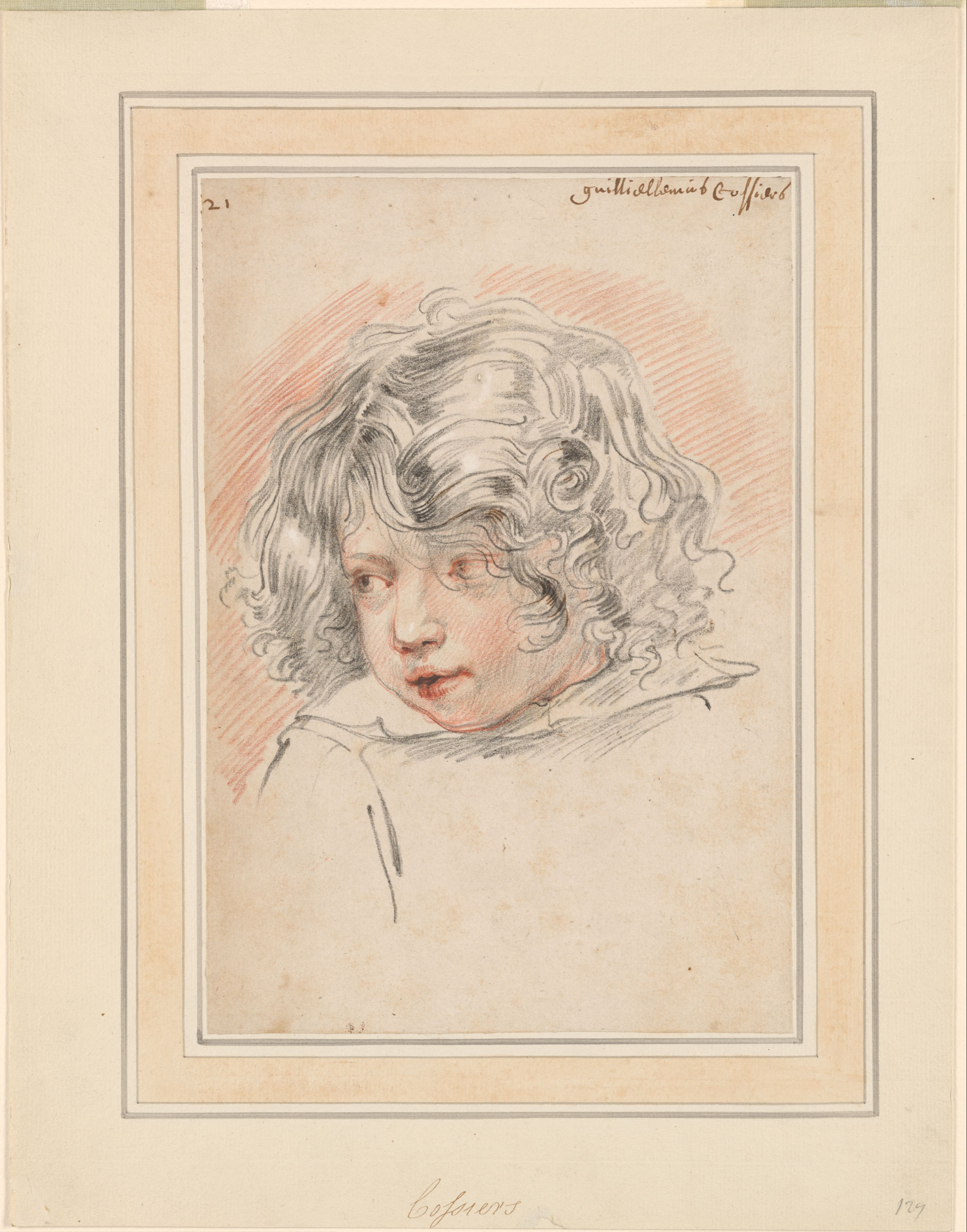
Портрет сина художника Гільеллемуса
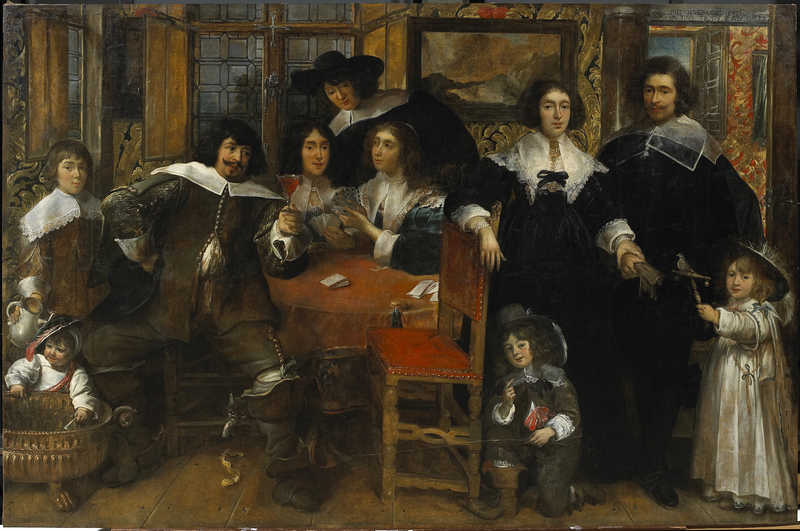
Сімейство Фламен